# Paralimnophila remingtoni
Paralimnophila remingtoni är en tvåvingeart som först beskrevs av Alexander 1948.  Paralimnophila remingtoni ingår i släktet Paralimnophila och familjen småharkrankar. Inga underarter finns listade i Catalogue of Life.